# Brzozów (powiat tomaszowski)
Brzozów (niem. Birkenfelde) – wieś w Polsce położona w województwie łódzkim, w powiecie tomaszowskim, w gminie Rzeczyca.
W latach 1975–1998 miejscowość należała administracyjnie do województwa piotrkowskiego.